# Massay
Massay je francouzská obec v departementu Cher v regionu Centre-Val de Loire. V roce 2012 zde žilo 1 428 obyvatel.

## Vývoj počtu obyvatel
Počet obyvatel 